# 제주 애월 말방아
제주 애월 말방아(濟州 涯月 말방아)는 대한민국 제주특별자치도 제주시 애월읍에 있는 말방아이다. 1975년 10월 13일 대한민국의 국가민속문화재 제32호로 지정되었다.

## 개요
제주도 북제주군 애월읍 하가리와 신엄리에 있는 말방아 2개이다. 말방아는 농기구의 하나로서, 둥글고 판판한 돌판 위에 직경 120cm 안팎의 둥근 돌로 웃돌을 세우고 이를 말이나 소가 끌어 돌림으로써 곡식을 찧는 연장이다.
말방아는 제주도에서는 필수적인 농기구로, 개인이 소유하는 경우도 있으나 대부분은 공동으로 제작하고 계를 조직하여 관리 운용하였다. 말방아계의 성립은 생산수단의 단순한 구조물로만 볼 것이 아니라 도민의 집단구조와 사회·경제사 및 생활사를 살펴보게 하는 다변성을 지닌 역사적 기구이다. 계는 시설의 유지와 수리를 맡을 뿐 아니라 계원 사이의 경조사를 돕는 역할도 하게 된다.
제주의 말방아는 육지에서 행하는 말방아의 기능에 국한되지 않고, 곡식을 다루는 몇가지 일을 모두 해낸다. 즉 곡식의 이삭을 말방아에 올려놓고 곡식 알을 떨어내는 일, 곡식 알의 껍질을 벗겨 속살만 남도록 찧는 일, 그것을 다시 빻아 가루로 만드는 일 등이다.
발방아는 현대식 도정기가 보급되기 이전에는 농촌 어디서나 볼 수 있는 주요 농기구의 하나였으나 지금은 자연 소멸되어 쓰이는 경우를 거의 찾아볼 수 없는 원시적이고 소박한 시설이다.

## 명칭 변경
2005년 9월 23일, 연자매는 현재 문화재가 소재하고 있는 지역명칭을 병기하면서, 제주지역에서만 볼 수 있는 말(馬) 동력을 이용하는 특징을 살려 '제주 애월 말방아'로 문화재 지정명칭을 변경하였다.

## 같이 보기
- 방아

## 참고 자료
- 제주 애월 말방아 - 국가유산청 국가유산포털